# Йоганнес фон Вельчек
Граф Йоганнес Бернгард фон Вельчек (нім. Johannes Bernhard Graf von Welczeck; 2 вересня 1878, Гляйвіц, Німецька імперія — 11 жовтня 1972, Марбелья, Іспанія) — німецький дипломат.

## Біографія
Син дипломата графа Бернгарда фон Вельчека. З 1900 року перебував на державній службі. В 1904-05 роках перебував в складі прусського посольства в Мюнхені, потім служив в центральному апараті відомства закордонних справ, з 1907 року — у складі місії в Сантьяго, з 1909 року — секретар посольства. З 1911 року обіймав різні посади в представництвах земель Німеччини та центральному апараті. У 1919 році вийшов у відставку. У 1923 знову поступив на службу в дипломатичне відомство і призначений в місію в Будапешті. З 24 березня 1926 року — посол в Мадриді, з 30 квітня 1936 року — в Парижі. Польський єврей Гершель Грюншпан, який 7 листопада 1938 року застрелив радника німецького посольства Ернста фом Рата, заявив на суді, що спочатку планував убити Вельчека. 3 вересня 1939 року, після оголошення Францією війни Німеччині, покинув країну. В 1943 році вийшов на пенсію.

## Сім'я
20 листопада 1920 року одружився з Луїзою Бальмаседа-і-Фонтесілло, племінницею Президента Чилі Хосе Мануеля Бальмаседа. В пари народились 5 дітей.